# 終油の秘蹟 (プッサンの絵画)
『終油の秘蹟』（しゅうゆのひせき、仏: L'Extrême-Onction、英: Extreme Unction）は、17世紀フランスの巨匠ニコラ・プッサンが1644年にキャンバス上に油彩で制作した絵画である。プッサンは、1636-1642年にカッシアーノ・ダル・ポッツォのために最初の「七つの秘蹟」の連作を描いたが、本作はポール・フレアール・ド・シャントルーのために制作した二番目の同主題連作 (1644-1648年) の第1作である。1945年以来、ブリッジウォーター (Bridgewater) ・コレクションからの寄託作品として、エジンバラのスコットランド国立美術館に展示されている。

## 作品
カトリック教会が伝統的に認めてきた秘蹟には、「洗礼」、「堅信」、「聖体」、「ゆるし」、「病者の塗油 (以前、終油と呼ばれた)」、「叙階」、「結婚」の7つがある。その中で「終油」の秘蹟を表す本作は『新約聖書』の特定の部分にもとづいたものではない。とはいえ、表されている場面はイエス・キリストの生きていた時代を舞台としている。
プッサンは、『ゲルマニクスの死』 (ミネアポリス美術館) や『エウダミダスの遺書』 (コペンハーゲン国立美術館) などの古代の市民の臨終場面を描いているが、本作は秘蹟という意味を持っているため儀式的な豊かさを持っている。『エウダミダスの遺書』とは異なり、臨終の男の背後に吊るされている盾は、そこに記されているモノグラムによって、男が単なる貴族ではなくキリスト教徒の兵士であることを示している。
本作は、最初の連作の『終油の秘蹟』 (フィッツウィリアム美術館、ケンブリッジ) と基本的に同一の図像から成り立っている。しかし、第2作である本作の僧侶は瀕死の男の頭ではなく、手に聖油を施している。この変更により、画面全体が見渡せるようになった。このほかに第1作と第2作の主な相違は、第2作では多数の人物が反復される身振りによって表されていることである。第1作では、個々の人物たちは比較的孤立していた。
この絵画と『ゲルマニクスの死』に見られる垂れ幕は、『メレアグロスの石棺』 (紀元2世紀半ば、カピトリーノ美術館、ローマ) に由来する。しかし、空間をいくつかの層に分割し、人物たちを引き立てる役割を果たしている垂れ幕は、本作において『ゲルマニクスの死』よりもさらに広々とかけ渡されている。同様に、寝台の足元の、嘆き悲しみ、うち伏している女性の姿態も、僧侶の姿態も『メレアグロスの石棺』に由来する。僧侶の姿勢は、同石棺の、台に足をのせて身をかがめている老人によく似ている。なお、イタリアの美術理論家ジョヴァンニ・ピエトロ・ベッローリが記述しているように、寝台もまた古代風に台座の上に設えられている。
人物群は画面に平行に配置されており、古代のレリーフ彫刻を想起させる一方、室内の中央に向かう遠近法は舞台のような設定をなしている。実際に、プッサンは、構図を決め、光と陰の関係を研究するため蝋人形を置いた舞台のモデルを制作した。画面には人工的な光線 (ロウソクの光) と日光 (垂れ幕によってさえぎられている) の両方が射しているが、この照明は厳格な自然主義によってきめられているのではなく、重要な要素を強調している。場面の人物たちの情動に満ちた動作を強烈なキアロスクーロで浮かび上がらせる一方、重要でない人物を陰の中に溶け込ませているのである。こうした理由で、本作はプッサンの作品の中でも最も称賛されたものの1つであった。

## ギャラリー

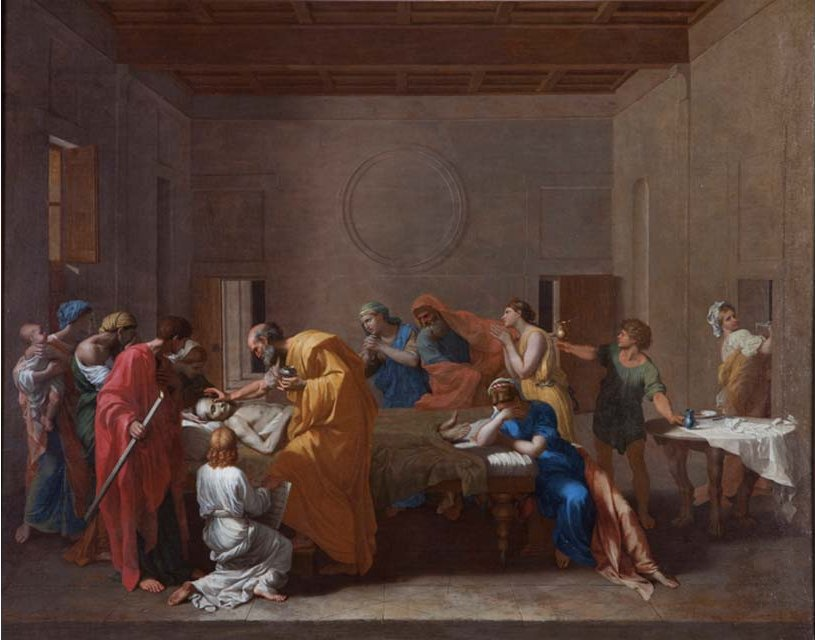
プッサン『終油の秘蹟』 (1638-1640年)、フィッツウィリアム美術館、ケンブリッジ
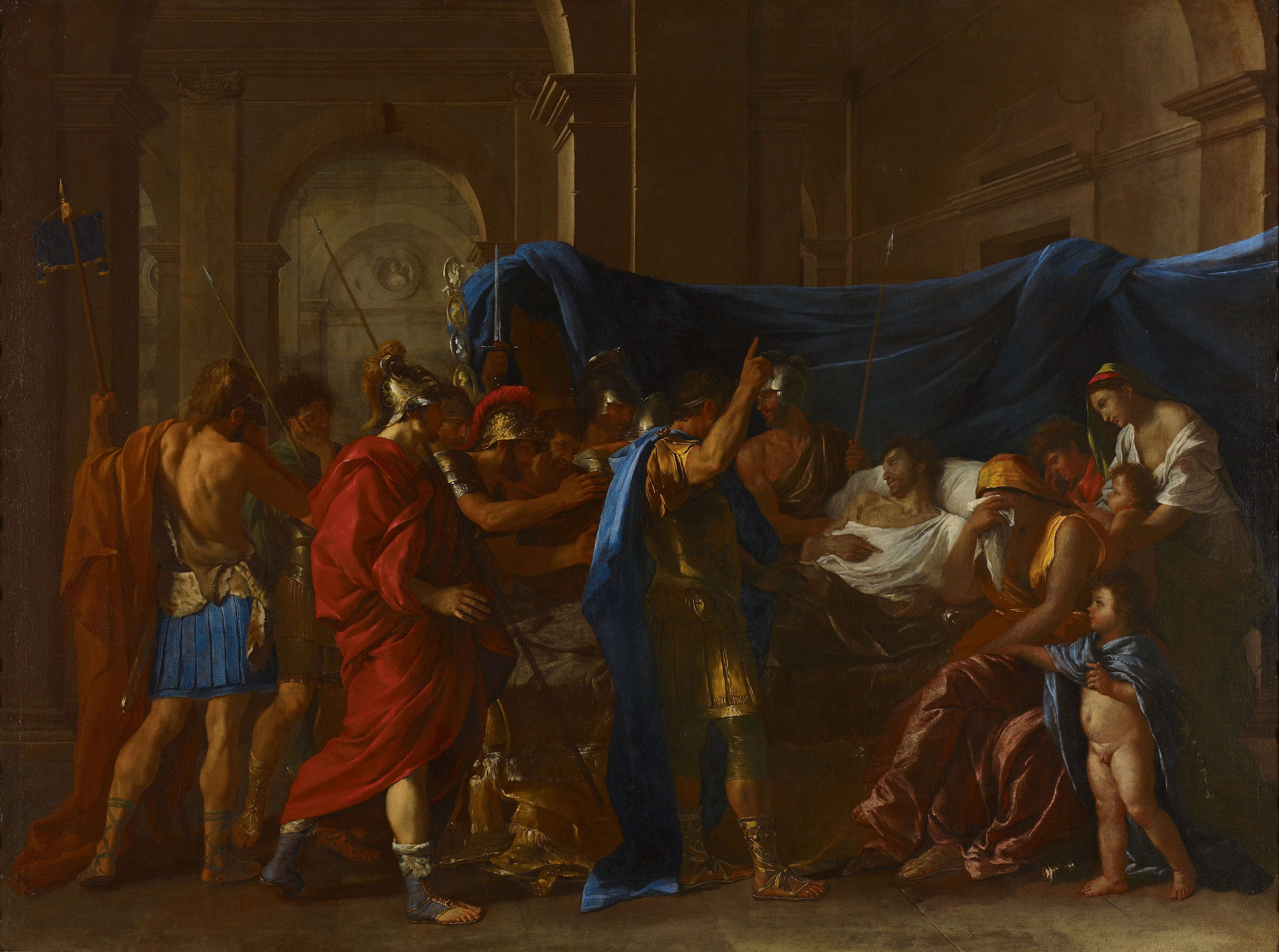
プッサン『ゲルマニクスの死』 (1627年)、ミネアポリス美術館
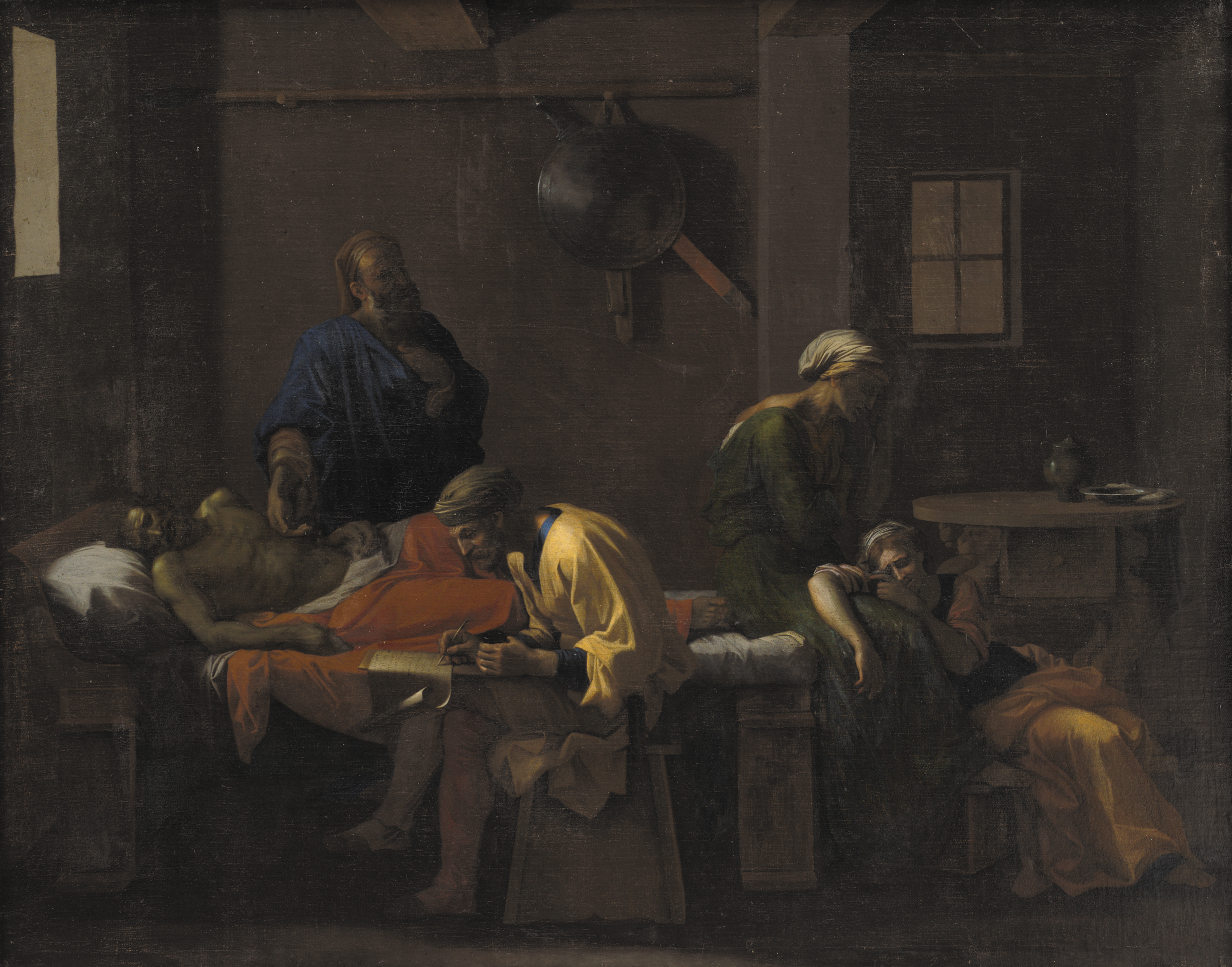
プッサン『エウダミダスの遺書』 (1644-1648年)、コペンハーゲン国立美術館